# Марфа Борецька
Ма́рфа Боре́цька (відома також  як Ма́рфа-поса́дниця, в різних джерелах вона зазначається по батькові як Семенівна або Іванівна) — одна з лідерів новгородської республіканської опозиції, противниця Івана III. Виступала за незалежність Новгорода від Москви та зближення його з Великим князівством Литовським, Руським та Жемайтійським. Втратила землі та майно після поразки Новгорода у Московсько-новгородській війні 1477—1478 років. Була вивезена з Новгорода, згодом прийняла постриг і померла в монастирі чи була страчена.

## Життєпис
Відомості про ранній період життя Марфи нечисельні. Відомо, що походила вона з боярського роду Лошинських і що вона двічі виходила заміж. Першим її чоловіком був боярин Пилип, в шлюбі народилося двоє синів, Антон та Фелікс, які загинули на Карельському березі Білого моря. Другим її чоловіком був новгородський посадник Ісаак Борецький. Формально Марфа Борецька ніколи не була правителькою. Відповідно до норм давньоруської мови словом «посадниця» позначалася лише жінка посадника тож прізвиськом це слово не було. «Посадницею» Марфа була за другим чоловіком — Ісааком Борецьким. Крім того, посадником був і старший син Марфи - Дмитро.
Була удовою багатого землевласника і сама володіла значними спадковими землями вздовж берегів Двіни та Білого моря, вона постійно збільшувала свої володіння внаслідок власних «прикупів» та земель, колонізованих з її відома або за її розпорядженням представниками батьківщинної адміністрації. До 70-х років XV століття за размірами своїх володінь Марфа була єдиною у своєму роді вотчинницею, не порівнюваною з іншими новгородськими боярами (Єсиповими, Овіновими та іншими). Вважається, що за кількістю власності наприкінці XV століття Марфа була третьою після новгородського владики та монастирів. Марфа Борецька вперше з'являється на політичній арені Новгороду в 1470 році під час виборів нового архієпископа Новгородського. Пімен, якого вона підтримувала, сану тоді не отримав, а обраного Феофіла висвячують у Москві, а не в Києві, як того хотіла литовська партія.

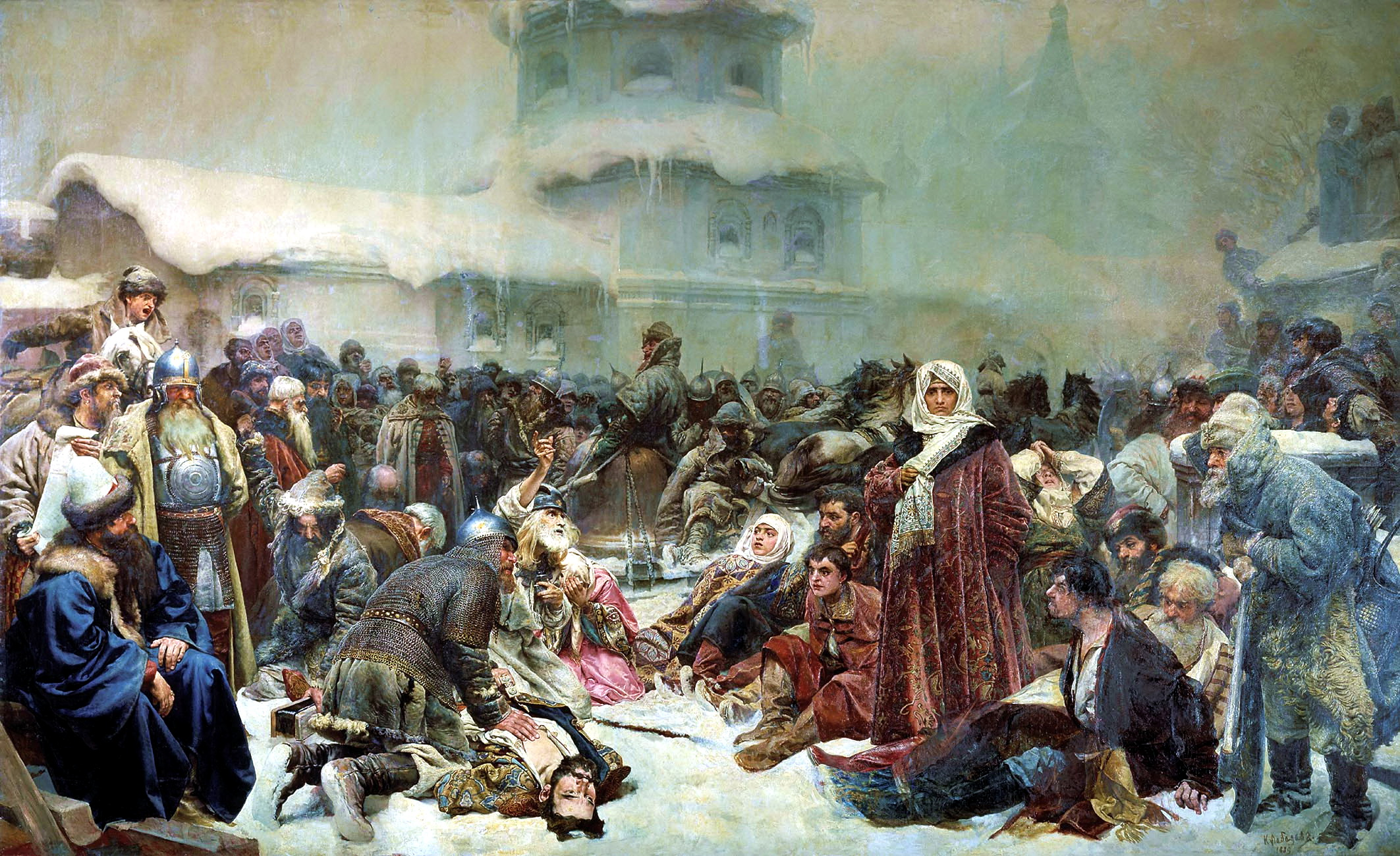
Клавдій Лєбєдєв. Марфа-посадниця. Знищення новгородського віча

Марфа та її старший син, новгородський степенний посадник Дмитро, у 1471 році виступали за вихід Новгорода із залежності від Москви, встановленої Яжелбицьким миром у 1456 році. Марфа була неформальним лідером боярської опозиції до Москви, її підтримували ще дві знатні новгородські удовиці: Анастасія (дружина боярина Івана Григоровича) та Євфімія (дружина посадника Андрія Горшкова). Марфа, що володіла значними грошовими коштами, вела перемовини з великим князем литовським та королем польським Казимиром IV про вступ Новгорода до складу Великого князівства Литовського на правах автономії за умови збереження політичних прав Новгорода.
Дізнавшись про перемовини про приєднання Новгороду до Великого князівства Литовського, великий князь Московський Іван III оголосив війну Новгородській республіці. У Шелонській битві (1471 рік) новгородська армія була розбита московитами. Посадник Дмитро (старший син Марфи) був страчений як політичний злочинець. Однак, право Новгороду на самоврядування в його внутрішніх справах було збережене. Не дивлячись на смерть сина та дії Івана III, Марфа продовжувала перемовини з Казимиром, який обіцяв їй підтримку. Виник конфлікт між литовською та московською партіями, про який стало відомо Івану III.

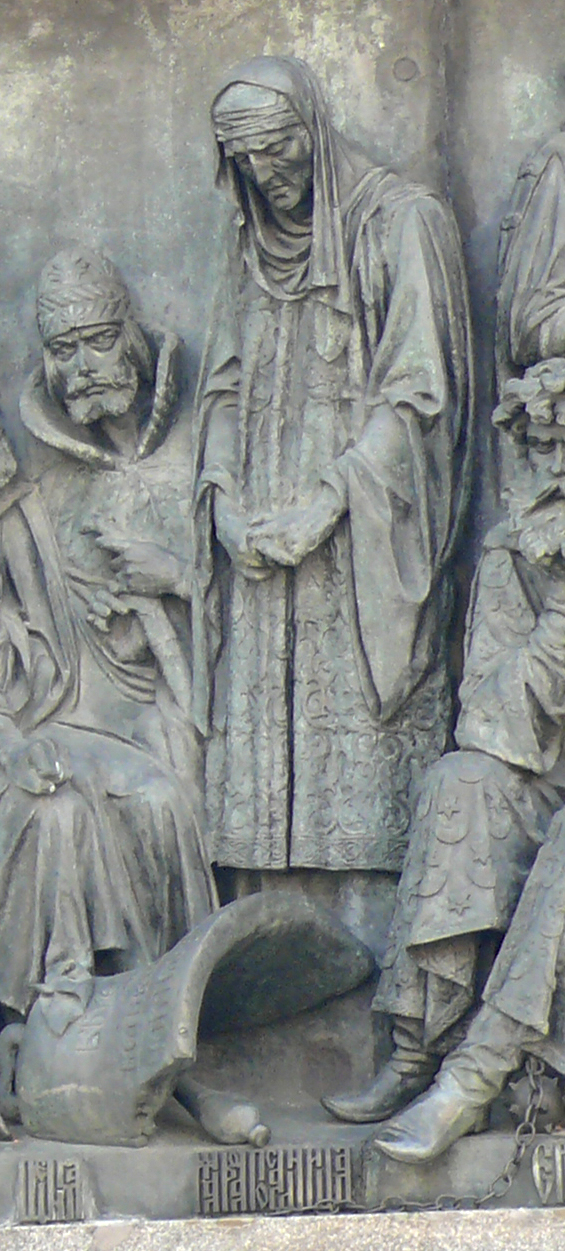
Марфа-посадниця на монументі «1000-ліття Росії» у Великому Новгороді

1478 року під час нового військового походу Іван III остаточно підкорив Новгород і позбавив його привілеїв самоврядування, поширивши на колишню республіку московське самодержавство. На знак ліквідації новгородського віча вічовий дзвін був вивезений до Москви. Крім того ряду впливових городян були винесені присуди. Землі Марфи були конфісковані, її з онуком Василем Федоровичем Ісаковим вивезли спочатку до Москви, а потім вислали у Нижній Новгород, де постригли в черниці під іменем Марії у Зачат'євському (з 1814 року — Хрестовоздвиженський) монастирі, де вона й померла у 1503 році. За іншою версією, Марфа померла чи була страчена по дорозі до Москви у селі Мльово Біжецької п'ятини Новгородської землі. 1841 року відомий публіцист Павло Мельников-Печерський повідомив про те, що знайшов у Нижньому Новгороді перепис парафіян церкви Івана Предтечі, серед яких згадувалося ім'я Марфи, колишньої посадниці Великого Новгорода.
У московських літописах Марфа Борецька порівнюється з Єзавеллю, Далілою, Іродіадою та імператрицею Євдоксією. Серед звинувачень на її адресу називають бажання одружитися з «литовським паном», щоб володіти Новгородом після його приєднання до Великого князівства Литовського. У новгородських народних переказах Марфа Борецька виступає в образі владної правительки, каральної самодержиці. Легенда розповідає, що, дізнавшись про загибель синів від першого шлюбу в Заонежжі, Марфа наказала спалити там низку поселень

## Родина
Чоловіки: 
- Пилип — новгородський боярин
- Ісаак Борецький — новгородський посадник

Діти:
- Антон Пилипович — загинув під час мандрівки на біломорське узбережжя
- Фелікс Пилипович — загинув під час мандрівки на біломорське узбережжя
- Дмитро Ісаакович Борецький — новогородський посадник у 1471 році, страчений московитами після Шелонської битви;
- Федір Ісаакович Борецький — заарештований московитами у 1476 році, відправлений у заслання до Мурома, де помер того ж року;
- Ксенія Ісааківна Борецька — наречена Мирослава, вождя повсталих новгородців.

Онук: 
- Василь Федорович Ісаков-Борецький — у 1478 році разом з бабою був відправлений до заслання спочатку до Москви, а потім — у Нижній Новгород.

## Марфа Борецька й Зосіма Соловецький

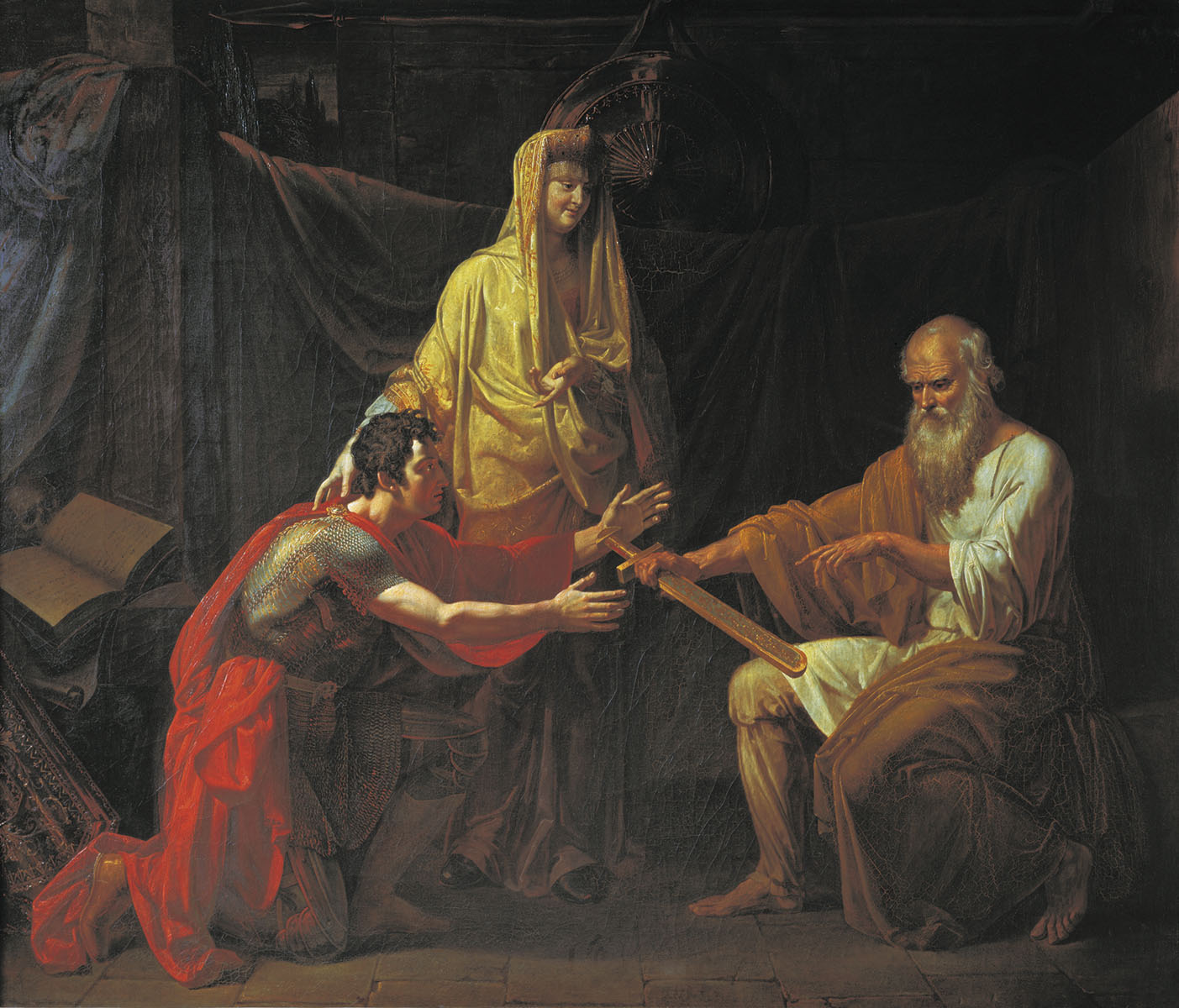
Картина Дмитра Іванова «Вручення пустельником Феодосієм Борецьким Ратмирового меча юному вождю новгородців Мирославу, призначеному Марфою-посадницею в чоловіки своєї дочки Ксенії», 1808 р.

У житії Зосіми Соловецького є розповідь про те, що Зосіма, засновник Соловецького монастиря, передбачив падіння Марфи Борецької. Це пророцтво він залишив під час відвідин Великого Новгорода в часи конфлікту монастиря й Новгородської республіки щодо монастирських прав на рибальство . Марфа вигнала преподобного з Новгорода і він передрік: «Прийде час, коли мешканці цього дому не будуть ходити по своєму двору; двері будинку зачиняться і вже не відкриються; цей двір спорожніє». Через деякий час на запрошення архієпископа Феофіла Зосіма знову відвідав Новгород. Марфа, каялась і приймала його у своєму домі. Вона дала Соловецькому монастирю грамоту на права на тоні (місця для рибальства). Згідно з дослідженнями В. А. Бурова, цей документ не міг бути виданий Марфою, а є пізнішою підробкою соловецьких ченців

## «Могила Марфи-посадниці»
У 1815 році на погості в селі Мльове була віднайдена кам'яна плита (з огляду на перший знак датування, встановлена не раніше 1492 року) з написом: «Літа 7… положенася преставися раба Божия Марфа напа…». Під плитою був цегляний склеп. Розповсюдилася версія, що пов'язує дану плиту з могилою Марфи Борецької. До цієї версії скептично віднеслись вже М. Карамзін та С. Максімов. Встановлено, що селом Мльове володіла «Марфа Васильєва жена Розстригіна» і ця могила цілком може належати їй.
На початку XX століття навколо «могили Марфи-посадниці» (за участі Миколи Реріха, який багато писав про неї) склався певний культ; до неї розпочалися паломництва; з'явилися розповіді про її дива і зараз вона є популярним туристичним об'єктом.

## В мистецтві
- «Марфа-посадница, або Підкорення Новагороду» — історична повість Миколи Карамзіна[15].
- «Марфа-Посадниця» — фільм 1910 року.
- «Софія» - російський телесеріал 2016 року, режисер — Олексій Андріанов. В ролі Марфи Борецької — Лідія Байрашевська.
- «Марфа Посадниця» — вірш Сергія Єсеніна.
- «Марфа Посадниця» — роман Дмитра Балашова 1972 року.
- «Плач Марфи-посадниці» — пісня Олександра Городницького 1959 року.
- «Вдовий плат» — повість Бориса Акуніна 2016 року.
- «Марфа, посадниця Новгородська» — історична трагедія у віршах Михайла Погодіна 1830 року.
- «Новгородська вольниця» — роман Миколи Гейнце 1895 року.